# Natação nos Jogos Olímpicos de Verão da Juventude de 2010 - 50 m costas feminino
As provas dos 50 metros costas feminino da natação nos Jogos Olímpicos de Verão da Juventude de 2010 foram realizadas nos dias 18 e 19 de agosto, na Escola dos Desportos, em Cingapura. 22 nadadoras estavam inscritas neste evento.

## Medalhistas
| Ouro   | FRA Mathilde Cini     |
| Prata  | UKR Daryna Zevina     |
| Bronze | RUS Alexandra Papusha |

## Eliminatórias

### Eliminatória 1
| Pos. | Raia | Nome                | País            | Tempo | Notas |
| ---- | ---- | ------------------- | --------------- | ----- | ----- |
| 1    | 5    | Alexandra Papusha   | RUS Rússia      | 29.64 | Q     |
| 2    | 6    | Isabella Arcila     | COL Colômbia    | 30.05 | Q     |
| 3    | 4    | Klaudia Nazieblo    | POL Polônia     | 30.07 | Q     |
| 4    | 3    | Siona Huxley        | LCA Santa Lúcia | 30.86 | Q     |
| 5    | 2    | Kendese Nangle      | JAM Jamaica     | 31.09 | Q     |
| 6    | 8    | Amel Melih          | ALG Argélia     | 31.75 | Q     |
| 7    | 7    | Sylvia Tanya Atieno | KEN Quênia      | 32.90 |       |
| 8    | 1    | Yanet Gerbremedhin  | ETH Etiópia     | 38.96 |       |

### Eliminatória 2
| Pos. | Raia | Nome                  | País           | Tempo | Notas |
| ---- | ---- | --------------------- | -------------- | ----- | ----- |
| 1    | 4    | Daryna Zevina         | UKR Ucrânia    | 29.79 | Q     |
| 2    | 5    | Sarah Rolko           | LUX Luxemburgo | 30.26 | Q     |
| 3    | 6    | Lotta Nevalainen      | FIN Finlândia  | 30.32 | Q     |
| 4    | 3    | Juanita Barreto       | COL Colômbia   | 30.48 | Q     |
| 5    | 2    | Monica Ramirez Abella | AND Andorra    | 30.80 | Q     |
| 6    | 7    | Anahit Barseghyan     | ARM Armênia    | 32.79 |       |
| 7    | 1    | Rohane Crichton       | SAM Samoa      | 35.30 |       |

### Eliminatória 3
| Pos. | Raia | Nome                    | País                      | Tempo | Notas |
| ---- | ---- | ----------------------- | ------------------------- | ----- | ----- |
| 1    | 3    | Mathilde Cini           | FRA França                | 29.70 | Q     |
| 2    | 5    | Lovisa Eriksson         | SWE Suécia                | 29.71 | Q     |
| 3    | 4    | Yekaterina Rudenko      | KAZ Cazaquistão           | 30.75 | Q     |
| 4    | 2    | Ting Chen               | TPE Taipé Chinês          | 30.88 | Q     |
| 5    | 7    | Adeline Shu Jian Winata | SIN Singapura             | 31.43 | Q     |
| 6    | 1    | Karlene Theodora        | AHO Antilhas Neerlandesas | 33.03 |       |
| 7    | 6    | Daoheuang Inthavong     | LAO Laos                  | 41.22 |       |

## Semifinais

### Semifinal 1
| Pos. | Raia | Nome               | País            | Tempo | Notas |
| ---- | ---- | ------------------ | --------------- | ----- | ----- |
| 1    | 4    | Mathilde Cini      | FRA França      | 29.22 | Q     |
| 2    | 5    | Daryna Zevina      | UKR Ucrânia     | 29.51 | Q     |
| 3    | 3    | Klaudia Nazieblo   | POL Polônia     | 29.91 | Q     |
| 4    | 2    | Yekaterina Rudenko | KAZ Cazaquistão | 30.09 | Q     |
| 5    | 6    | Lotta Nevalainen   | FIN Finlândia   | 30.22 | Q     |
| 6    | 1    | Kendese Nangle     | JAM Jamaica     | 30.91 |       |
| 7    | 7    | Siona Huxley       | LCA Santa Lúcia | 30.98 |       |
| 8    | 8    | Amel Melih         | ALG Argélia     | 31.82 |       |

### Semifinal 2
| Pos. | Raia | Nome                    | País             | Tempo | Notas |
| ---- | ---- | ----------------------- | ---------------- | ----- | ----- |
| 1    | 4    | Alexandra Papusha       | RUS Rússia       | 29.55 | Q     |
| 2    | 5    | Lovisa Eriksson         | SWE Suécia       | 29.82 | Q     |
| 3    | 6    | Sarah Rolko             | LUX Luxemburgo   | 30.35 | Q     |
| 4    | 3    | Isabella Arcila         | COL Colômbia     | 30.42 | SUB   |
| 5    | 2    | Juanita Barreto         | COL Colômbia     | 30.76 |       |
| 6    | 7    | Monica Ramirez Abella   | AND Andorra      | 30.82 |       |
| 7    | 1    | Ting Chen               | TPE Taipé Chinês | 31.03 |       |
| 8    | 8    | Adeline Shu Jian Winata | SIN Singapura    | 31.48 |       |

## Final
| Pos.              | Raia | Nome               | País            | Tempo | Notas                                          |
| ----------------- | ---- | ------------------ | --------------- | ----- | ---------------------------------------------- |
| Medalha de ouro   | 4    | Mathilde Cini      | FRA França      | 29.19 |                                                |
| Medalha de prata  | 5    | Daryna Zevina      | UKR Ucrânia     | 29.34 |                                                |
| Medalha de bronze | 3    | Alexandra Papusha  | RUS Rússia      | 29.51 |                                                |
| 4                 | 6    | Klaudia Nazieblo   | POL Polônia     | 29.57 |                                                |
| 5                 | 2    | Yekaternia Rudenko | KAZ Cazaquistão | 29.65 |                                                |
| 6                 | 1    | Sarah Rolka        | LUX Luxemburgo  | 30.17 |                                                |
| 7                 | 8    | Isabella Arcila    | COL Colômbia    | 30.31 | Substituiu Lovisa Eriksson (SWE), que desistiu |
| 8                 | 7    | Lotta Nevalainen   | FIN Finlândia   | 30.35 |                                                |